# Bärnhof (Kulmbach)
Bärnhof (oberfränkisch: Bäanhuf) ist ein Gemeindeteil der Großen Kreisstadt Kulmbach im  Landkreis Kulmbach (Oberfranken, Bayern). Bärnhof liegt in der Gemarkung Oberdornlach.

## Geografie
Die Einöde liegt an der Dornlach, einem rechten Zufluss der Dobrach, und ist überwiegend von Acker- und Grünland umgeben. 0,5 km östlich befindet sich die Anhöhe Ameisenknock (456 m ü. NHN). Eine Gemeindeverbindungsstraße führt nach Oberdornlach (0,4 km südwestlich) bzw. nach Unterdornlach (0,5 km nordöstlich).

## Geschichte
Der Ort wurde 1740 als „Bernhof“ erstmals schriftlich erwähnt. Bärnhof dürfte aber wesentlich älter sein, wofür das Bestimmungswort Bero spricht, ein Personenname, der nach dem Mittelalter nicht mehr in Gebrauch war. Der Ort wurde im 19. Jahrhundert auch als „Mitteldornlach“ bezeichnet.
Gegen Ende des 18. Jahrhunderts gehörte Bärnhof zur Realgemeinde Unterdornlach. Das Hochgericht übte das bayreuthische Stadtvogteiamt Kulmbach aus. Grundherr des Hofes war das Amt I des Rittergutes Kirchleus.
Von 1797 bis 1810 unterstand der Ort dem Justiz- und Kammeramt Kulmbach. Mit dem Ersten Gemeindeedikt wurde Bärnhof dem 1811 gebildeten Steuerdistrikt Oberdornlach und der 1812 gebildeten Ruralgemeinde Oberdornlach zugewiesen. Infolge des Zweiten Gemeindeedikts (1818) wurde der Ort in die neu gebildete Ruralgemeinde Unterdornlach umgemeindet. Diese wurde 1955 aufgelöst. Bärnhof kam mit Unterdornlach wieder zur Gemeinde Oberdornlach. Am 1. Januar 1974 wurde Bärnhof im Zuge der Gebietsreform in Bayern nach Kulmbach eingegliedert.

### Einwohnerentwicklung
| Jahr      | 001818 | 001861 | 001871 | 001885 | 001900 | 001925 | 001950 | 001961 | 001970 | 001987 |
| Einwohner | *      | *      | 7      | 10     | 7      | 8      | 7      | 4      | 7      | 6      |
| Häuser    | *      |        |        | 1      | 1      | 1      | 1      | 1      |        | 1      |
| Quelle    | [ 7 ]  | [ 11 ] | [ 12 ] | [ 13 ] | [ 14 ] | [ 15 ] | [ 16 ] | [ 17 ] | [ 18 ] | [ 1 ]  |

## Religion
Der Ort ist seit der Reformation evangelisch-lutherisch geprägt und nach St. Maria Magdalena (Kirchleus) gepfarrt.